# 8059 Deliyannis
8059 Deliyannis este o planetă minoră (asteroid), cu un diametru de 11,985 km, din centura de asteroizi. A fost descoperită pe 6 mai 1957 la Observatorul Goethe Link⁠(d) de Indiana Asteroid Program⁠(d). 
Obiectul prezintă o orbită caracterizată de o semiaxă mare de 2,637478 UAi, o excentricitate de 0,14, o înclinație de 14,09085 ° în raport cu ecliptica.